# Condado de Santa Isabel

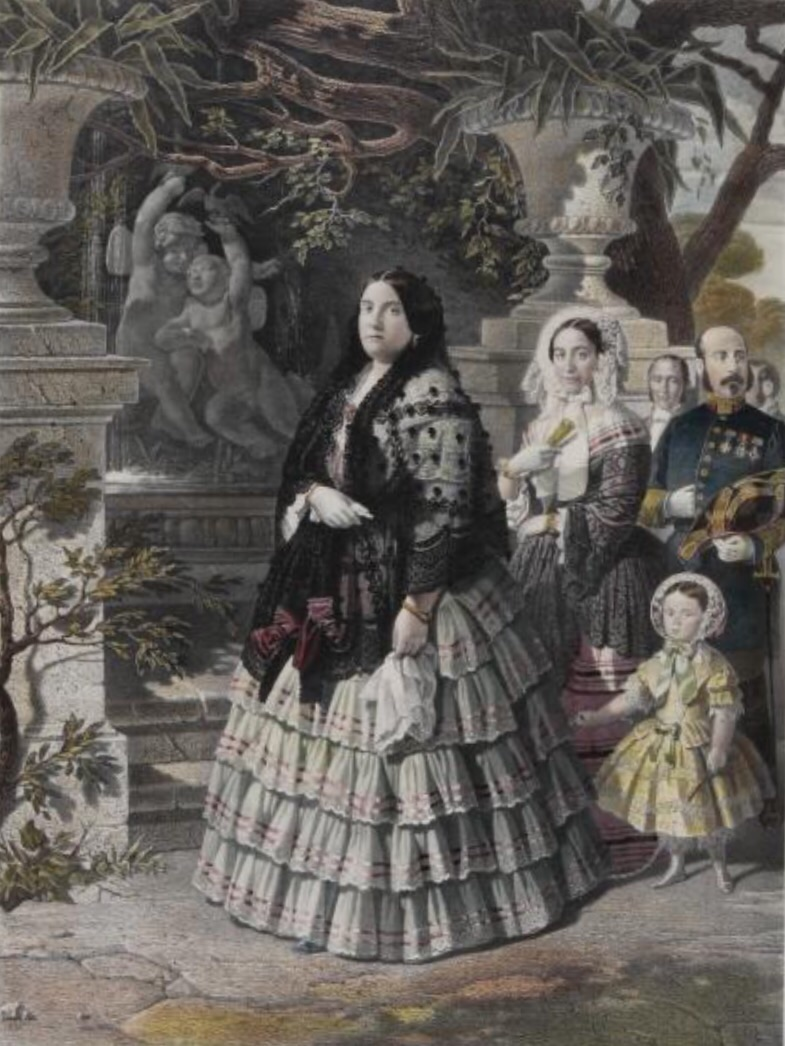
S.M. la reina doña Isabel II y su agusta hija S.A.R. la princesa de Asturias. Bernardo Blanco y Pérez, c. 1856. Litografía, 49 × 37,5 cm. Museo del Romanticismo, Madrid. La reina Isabel II pasea por los jardines de la quinta del Pardo con su hija la princesa de Asturias y su aya, la marquesa de Novaliches, que aparece en segundo plano junto al jefe del cuarto militar.

El condado de Santa Isabel, es un título nobiliario español con grandeza de España que la reina Isabel II concedió, el 12 de octubre de 1855, a María del Carmen Álvarez de las Asturias Bohorques y Guiráldez, marquesa viuda de Povar y después de marquesa consorte de Novaliches, aya de su primogénita la infanta Isabel, que fue princesa de Asturias hasta el nacimiento del futuro Alfonso XII en 1857. La denominación del título hace clara referencia al nombre de su ilustre pupila.
La condesa de Santa Isabel fue después camarera mayor de palacio, uno de más importantes puestos en la real casa y que antes ya había ocupado su madre, la duquesa de Gor. Tras su muerte en 1895, el título pasó a su nieto, Joaquín Fernández de Córdoba y Osma, duque de Arión, que lo cedió a su hija Hilda, luego duquesa de Montellano por matrimonio, y en esta casa permaneció hasta que la actual duquesa lo distribuyese a su segundo hijo Santiago Matossian, que ostenta la dignidad desde 2012.

## Condes de Santa Isabel
|                        | Titular                                                        | Periodo                |
| Creación por Isabel II | Creación por Isabel II                                         | Creación por Isabel II |
| ---------------------- | -------------------------------------------------------------- | ---------------------- |
| I                      | María del Carmen Álvarez de las Asturias Bohorques y Guiráldez | 1855-1895              |
| II                     | Joaquín Fernández de Córdova y Osma                            | 1895-1920              |
| III                    | Hilda Fernández de Córdova y Mariátegui                        | 1920-1998              |
| IV                     | Carla Falcó y Medina                                           | 2000-2012              |
| V                      | Santiago Matossian y Falcó                                     | desde 2012             |

## Historia de los condes de Santa Isabel
- María del Carmen Álvarez de las Asturias Bohórquez y Giráldez (m. 13 de febrero de 1895), I condesa de Santa Isabel.[1]

Se casó, en primeras nupcias el 3 de junio de 1847 con Joaquín Fernández de Córdoba y Álvarez de las Asturias Bohórquez, XIII marqués de Povar, hijo del VI duque de Arión.
Contrajo un segundo matrimonio el 19 de septiembre de 1855 con Manuel Pavía y Lacy, I marqués de Novaliches. Del primer matrimonio tuvo a su hija, María Elvira, que fue I marquesa de Alboloduy, que murió sin descendencia y del segundo matrimonio no tuvo descendencia. Le sucedió, también de su primer matrimonio, y de su hijo Fernando, VII duque de Arión, que había casado con Blanca de la Rosa de Osma y Zavala, I marquesa de la Puente), su nieto:
- Joaquín Fernando Fernández de Córdoba y Osma (Biarritz, 21 de septiembre de  1870-1957 ), II conde de Santa Isabel,[3] VIII duque de Arión, II duque de Cánovas del Castillo, XI marqués de Mancera, XI de Malpica, XV de Povar, II de la Puente, V de la Puente y Sotomayor, IV de Griñón, II de Cubas, X de Valero y II de Alboloduy.[2]

Se casó el 1 de diciembre de 1905 con María de la Luz Mariátegui y Pérez de Barradas, III marquesa de Bay. Le sucedió por cesión en 1920 su hija:
- Hilda Joaquina Fernández de Córdoba y Mariátegui (m. 1 de agosto de 1998), III condesa de Santa Isabel,[1][4] XIII marquesa de Mirabel, XII condesa de Berantevilla, última de las personas vivas que ostentaron el cargo de Dama de la Reina Victoria Eugenia de España.

Se casó el 16 de julio de 1928 con Manuel Falcó y Escandón, IX duque de Montellano, XI marqués de Castel-Moncayo y X marqués de Pons. Le sucedió su nieta, hija de su hijo Felipe Falcó y Fernández de Córdoba, XI marqués de Pons y de su esposa Rocío Medina y Liniers:
- Carla Pía Falcó y Medina, IV condesa de Santa Isabel,[5] X duquesa de Montellano(GdE),[1] XII marquesa de Pons. Está casada con Jaime Matossian y Ossorio. Por cesión, le sucede su hijo.

- Santiago Matossian y Falcó, V conde de Santa Isabel desde el 7 de enero de 2013.[6]